# Elimaea curvicercata
Elimaea curvicercata är en insektsart som beskrevs av Brunner von Wattenwyl 1891. Elimaea curvicercata ingår i släktet Elimaea och familjen vårtbitare. Inga underarter finns listade i Catalogue of Life.